# Comuna Apșa de Sus, Rahău
Apșa de Sus (în ucraineană Верхнє Водяне, transliterat: Verhnie Vodeane) este o comună în raionul Rahău, regiunea Transcarpatia, Ucraina, formată din satele Apșa de Sus (reședința) și Strâmba.

## Demografie
Componența lingvistică a comunei Apșa de Sus
     Ucraineană (98,41%)
     Alte limbi (1,46%)
Conform recensământului din 2001, majoritatea populației comunei Apșa de Sus era vorbitoare de ucraineană (98,41%), existând în minoritate și vorbitori de alte limbi.